# Luise Gottsched
Luise Adelgunde Victorie Gottsched (Danzig, 11 d'abril de 1713 - Leipzig, 26 de juny de 1762) va ser una poeta, dramaturga, assagista i traductora alemanya, considerada una dels fundadors de la comèdia teatral alemanya moderna.

## Biografia
Va néixer a Danzig (Gdańsk) en la Confederació de Polònia i Lituània. El seu oncle era l'anatomista Johann Adam Kulmus. Durant la seva vida va ser considerada una dels intel·lectuals capdavanters d'Europa i una de les dones més intel·ligents del seu temps. Va intimar amb el seu marit, el poeta i autor Johann Christoph Gottsched, quan ella li va enviar alguns dels seus treballs. Ell va quedar-ne impressionat, i una llarga correspondència va portar al posterior matrimoni. Després del matrimoni, Luise va continuar ajudant el seu marit en els seus treballs literaris.

## Escriptora
Va ser la primera dona a Alemanya que va escriure comèdies i també una tragèdia -que ella considerava el seu millor drama, un gènere que fins aleshores s'havia considerat impropi per a una autora.
Va escriure diverses comèdies populars, de les quals Das Testament és la millor, i va traduir El Spectator, El rínxol violat, d'Alexander Pope, (1744) i altres obres en anglès i francès. D'altra banda, la correspondència amb la seva amiga Dorothea von Runckel és precursora d'un gènere que més endavant serà clau en la literatura femenina.

## Filòsofa
Luise Gottsched, que es podria anomenar la "Voltaire alemanya" va ser una de les filòsofes més importants de la primera meitat del segle XVIII alemany, però la seva influència com a filòsofa del “Weltweisheit” encara és minimitzada. Forma part de la tradició racionalista alemanya centrada a Leipzig, on va escriure la major part de la seva obra, impregnada d'una implacable crítica social que denuncia els fanatismes i el sexisme de la seva societat.
Després de la seva mort, el seu marit va editar el seu Sämtliche kleinere Gedichte amb una memòria (1763).